# Indien vid världsmästerskapen i friidrott 2022
Indien tävlade vid världsmästerskapen i friidrott 2022 i Eugene i USA mellan den 15 och 24 juli 2022. Indien hade en trupp på 20 idrottare, varav 17 herrar och tre damer.

## Medaljörer
| Medalj | Idrottare     | Gren                    | Datum   |
| ------ | ------------- | ----------------------- | ------- |
| Silver | Neeraj Chopra | Herrarnas spjutkastning | 23 juli |

## Resultat

### Herrar
Gång- och löpgrenar
| Idrottare                                                   | Gren                  | Försöksheat | Försöksheat | Semifinal        | Semifinal        | Final            | Final            |
| Idrottare                                                   | Gren                  | Resultat    | Placering   | Resultat         | Placering        | Resultat         | Placering        |
| ----------------------------------------------------------- | --------------------- | ----------- | ----------- | ---------------- | ---------------- | ---------------- | ---------------- |
| M. P. Jabir                                                 | 400 meter häck        | 50,76       | 31          | Gick inte vidare | Gick inte vidare | Gick inte vidare | Gick inte vidare |
| Avinash Sable                                               | 3 000 meter hinder    | 8.18,75     | 7 0Q0       | —                | —                | 8.31,75          | 11               |
| Sandeep Kumar                                               | 20 kilometer gång     | —           | —           | —                | —                | 1:31.58          | 40               |
| Muhammed Anas Muhammed Ajmal Naganathan Pandi Rajesh Ramesh | 4 × 400 meter stafett | 3.07,29     | 12          | —                | —                | Gick inte vidare | Gick inte vidare |

Teknikgrenar
| Idrottare              | Gren          | Kval              | Kval              | Final            | Final            |
| Idrottare              | Gren          | Distans           | Placering         | Distans          | Placering        |
| ---------------------- | ------------- | ----------------- | ----------------- | ---------------- | ---------------- |
| M. Sreeshankar         | Längdhopp     | 8,00 m            | 7 0Q0             |                  |                  |
| Jeswin Aldrin          | Längdhopp     | 7,79 m            | 20                | Gick inte vidare | Gick inte vidare |
| Muhammed Anees Yahiya  | Längdhopp     | 7,73 m            | 23                | Gick inte vidare | Gick inte vidare |
| Praveen Chithravel     | Tresteg       | 16,49 m           | 17                | Gick inte vidare | Gick inte vidare |
| Abdulla Aboobacker     | Tresteg       | 16,45 m           | 19                | Gick inte vidare | Gick inte vidare |
| Eldhose Paul           | Tresteg       | 16,68 m           | 12 0q0            | 16,79 m          | 9                |
| Tajinderpal Singh Toor | Kulstötning   | Ingen giltig stöt | Ingen giltig stöt | Gick inte vidare | Gick inte vidare |
| Neeraj Chopra          | Spjutkastning | 88,39 m           | 2 0Q0             | 88,13 m          | 2                |
| Rohit Yadav            | Spjutkastning | 80,42 m           | 11 0q0            | 78,72 m          | 10               |

### Damer
Gång- och löpgrenar
| Idrottare        | Gren               | Försöksheat  | Försöksheat | Semifinal | Semifinal | Final            | Final            |
| Idrottare        | Gren               | Resultat     | Placering   | Resultat  | Placering | Resultat         | Placering        |
| ---------------- | ------------------ | ------------ | ----------- | --------- | --------- | ---------------- | ---------------- |
| Parul Chaudhary  | 5 000 meter        | 15.54,03     | 31          | —         | —         | Gick inte vidare | Gick inte vidare |
| Parul Chaudhary  | 3 000 meter hinder | 9.38,09 0PB0 | 31          | —         | —         | Gick inte vidare | Gick inte vidare |
| Priyanka Goswami | 20 kilometer gång  | —            | —           | —         | —         | 1:39.42          | 34               |

Teknikgrenar
| Idrottare | Gren          | Kval    | Kval      | Final   | Final     |
| Idrottare | Gren          | Distans | Placering | Distans | Placering |
| --------- | ------------- | ------- | --------- | ------- | --------- |
| Annu Rani | Spjutkastning | 59,60 m | 8 0q0     | 61,12 m | 7         |